# Herbert Alexander Rosenfeld
Herbert Alexander Rosenfeld (2. července 1910 Norimberk – 29. listopadu 1986 Londýn) byl britský psychoanalytik kleinánské orientace.
V roce 1935 emigroval do Velké Británie.

## Práce
Rozlišoval dvě formy subjektivity, tzv. grandiózní Self a libidinosní Self. Libidinosní Self se snadno stává závislým, čehož se grandiózní Self děsí a proto agresivně napadá vztahy s objekty. Pokud však grandiózní Self v osobnosti převáží, vznikne dle Rosenfelda narcistická povahová struktura, základna psychózy i hraniční poruchy osobnosti, neboť Self se cítí bez libidinosního ukojení prázdné, ještě zoufaleji začne dychtit po druhých, což vede grandiózní Self k ještě paničtějším obranným reakcím a větší agresi. Takoví jedinec pak druhé využívá a popírá, že je potřebuje, popírá tím svou zranitelnost ve vztahu a chorobnou touhu po vztahu. Pokud jedinec zůstane jen narcistickým, zafixují se jeho strategie na zdůrazňování své separace od druhých (jíž si není vůbec jistý, když se k druhým přiblíží). Pokud dojde ještě k patologičtějšímu vývoji, dojde ke stavům, kdy jedinec není schopen rozlišit mezi Self a objektem (sebou a druhým). Tehdy si jedinec "přivlastňuje" dobré vlastnosti objektu, to dobré na druhých považuje v důsledku nejasné hranice mezi sebou a druhými za své, a naopak to zlé ze sebe "odkládá" do druhých, své zlé vlastnosti přisuzuje objektu. To posiluje jeho grandiozitu a nenávist vůči druhým, ovšem i závislost na nich, neboť bez nich nemůže tuto "sebe-pročišťovací" hru hrát. Superego takových narcistů je podle něj slabé, primitivní, předoidipovské, a Self má sílu ho projikovat do světa. To však v něm budí paranoidní pocity, protože se začne bát, že druzí ho ztrestají.
Roku 1971 rozlišil libidinosní narcismus a destruktivní narcismus. Libidinosní narcista se především posiluje identifikací s dobrým objektem, destruktivní narcista idealizuje útočné grandiózní Self, které se stává destruktivní a izolacionistické.